# Salix variegata
Espèce
Classification APG III (2009)
Salix variegata est une espèce de plantes à fleurs de la famille des Salicaceae. C'est un saule arbustif originaire de Chine.

## Synonymie
- Salix andropogon Lév. ;
- Salix bockii Seemen ;
- Salix densifoliata Seemen ;
- Salix duclouxii Lév..

## Description
Salix variegata est habituellement un arbuste de 1 m de haut. Ses rameaux sont rose pourpre, tomenteux quand ils sont jeunes, glabrescents ensuite. Le pétiole des feuilles est court. Le limbe est généralement oblong-oblancéolé ou obovale-oblong, variable, de 1,5 cm x 4 mm, abaxialement apprimé, soyeux à maturité, rarement subglabre, adaxialement pileux, cunéiforme de base atténué, rarement cunéiforme-arrondi. Les feuilles sont entières ou dentelées à la marge, avec l'apex aigu ou obtus. 
La floraison est sérotineuse, rarement cotonneuse. Les chatons mâles mesurent 1,5-2,5 cm × 3-4 mm. Le pédoncule est court, avec 1 ou 2 stipules ; les bractées sont elliptiques-lancéolées, mesurent la moitié des filaments et sont abaxialement porteuses de villosités. La fleur mâle porte une glande qui est cylindrique, elle mesure jusqu'à 1 mm. Présence de 2 étamines avec filaments collés tout au long, glabres ; anthères jaunes. Le chaton femelle mesure 1,5-2,5 cm × 7-8 mm, 4 × 1-1,2 cm, il est pédonculé avec des bractées comme pour le chaton mâle. La fleur femelle porte une glande adaxiale. Son  ovaire ovoïde est densément duveteux, sessile ; le style est indistinct ou absent ; présence de 2 stigmates palatins. Les capsules sont étroitement ovées ; elles font 4 mm. 
La floraison a lieu en avril-mai pour une fructification en juillet-août.
- La plante pousse le long des ruisseaux, dans le sud-est du Gansu, Guizhou, Henan, ouest de l'Hubei, sud du Shaanxi, Sichuan, est du Xizang, nord du Yunnan[2].